# Heinz Schulze
Heinz Schulze – wschodnioniemiecki judoka.
Brązowy medalista mistrzostw Europy w 1970. Zdobył sześć medali mistrzostw NRD w latach 1966-1977.